# Ушков, Анатолий Васильевич
Анато́лий Васи́льевич Ушко́в (7 августа 1894, Самара, Российская империя — 14 января 1972, СССР) — советский богослов, профессор Московской духовной академии, филолог, математик.
Родился в семье чиновника духовной консистории.

## Образование
Окончил четыре класса Самарской духовной семинарии (1912), физико-математический факультет Казанского университета (1916). Учился в Киевском военном училище и на факультете русского языка и литературы Московского государственного педагогического института (заочно, 1939—1943). Окончил Московскую Духовную Академию (1949) со степенью кандидата богословия (тема кандидатской работы: «Душа и её бессмертие по христианскому учению»). Магистр богословия (1969; за учебный курс церковнославянского языка). Профессор.

## Педагог
В 1918—1945 преподавал математику и физику в средних и специальных учебных заведениях Самары (Куйбышева), Красноярска и Москвы. Затем преподавал литературу в московских средних учебных заведениях.
С 1949 — преподавал катехизис, а затем церковнославянский язык в Московской духовной семинарии. С 1964 — доцент кафедры логики в Московской духовной академии. С 1969 — профессор. С 1971 — пенсионер, жил в селе Опалиха Московской области.

## Труды
Автор учебных пособий:
- Курс церковнославянского языка.
- Краткая пасхалия.
- Логика в курсе академического образования.
- Краткая пасхалия в общедоступом изложении.
- Астрономический справочник.
- Краткое описание Солнечной системы.
- Календарный счёт времени.
- Счёт и мера с древнейших времён до наших дней.